# Església de Baraleti
L'església de Baraleti (en idioma georgià: ბარალეთის ღვთისმშობლის სახელობის ეკლესია) és una església cristiana medieval situada al poble de Baraleti, al municipi d'Akhalkalaki, a la regió de Samtsje-Javajeti, Geòrgia. L'església es troba al cor d'aquest llogaret ètnicament armenigeorgià, a la històrica província de Djavakheti. És una basílica de dues naus. Està inscrita en la llista dels Monuments Culturals destacats de Geòrgia.

## Arquitectura
L'església de Baraleti va ser construïda c. 1213, com ho suggereix una inscripció de pedra a la façana oriental, executada amb l'escriptura medieval asomtavruli georgiana, que data la construcció fins «al moment en què Lasha [va seure] al tron com a rei», referint-se a Jordi IV Lasha, rei de Geòrgia. Tanmateix, el text, de fet, pot referir-se'n a la reconstrucció, ja que un plànol de l'església és representatiu d'un període anterior, particularment del segle xi.
L'església és una basílica de dues naus construïda amb blocs de pedra tallada. El sostre està cobert amb teules de pedra. Cada façana està perforada per una única finestra. Les parets contenen alers. La nau central, al nord, acaba en un absis semicircular, envoltat de pilastres i arcs. La nau sud és més baixa i més estreta, amb un absis semicircular més petit. Un campanar va ser sobreposat al caire occidental de l'església al segle xix. L'exterior és pobre en decoració, únicament amb un relleu ara fet malbé al mur sud de la nau central, que representa Daniel en la fossa dels lleons i un text del segle xiii inscrit a la façana oriental.

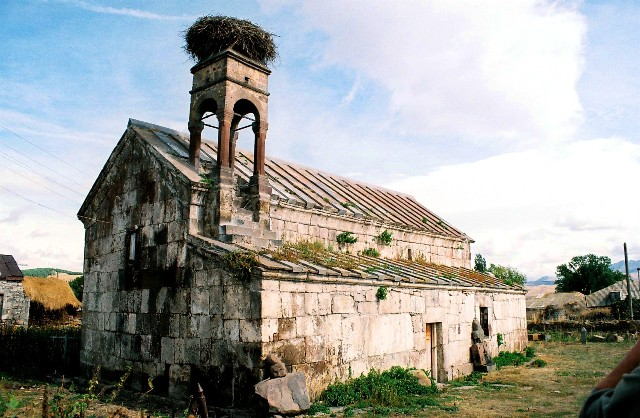
Vista general de l'església
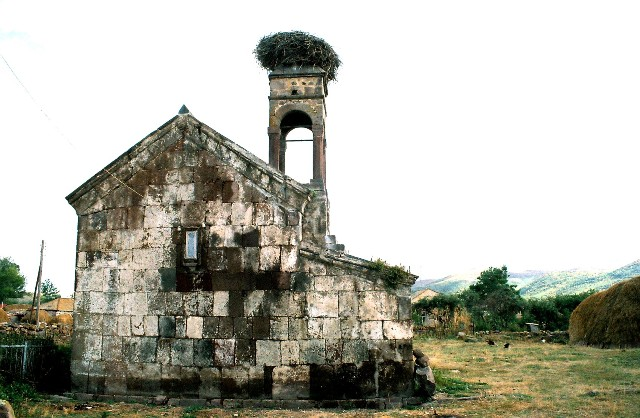
Vista d'una paret frontal
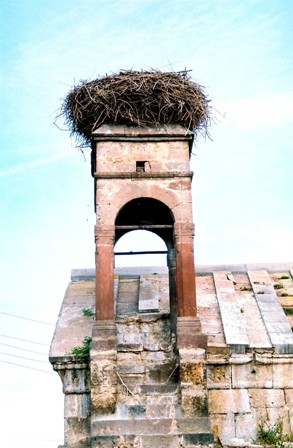
Vista del campanar

## Cementiri
Hi ha una gran quantitat de làpides escampades a les rodalies de l'església. Un epitafi en una d'aquestes honra el sacerdot georgià local Petre Khmaladze (1775-1856) i esmenta la seva contribució a la defensa del cristianisme a l'àrea, que havia estat sota domini otomà, abans de passar al control de l'Imperi rus el 1829. Khmaladze va ser canonitzat per l'Església ortodoxa georgiana l'any 2015.